# Crouy-sur-Ourcq
Crouy-sur-Ourcq és un municipi francès, situat al departament de Sena i Marne i a la regió de Illa de França. L'any 2007 tenia 1.692 habitants.
Forma part del cantó de La Ferté-sous-Jouarre, del districte de Meaux i de la Comunitat de comunes del Pays de l'Ourcq.

## Demografia

### Població
El 2007 la població de fet de Crouy-sur-Ourcq era de 1.692 persones. Hi havia 595 famílies, de les quals 148 eren unipersonals (78 homes vivint sols i 70 dones vivint soles), 163 parelles sense fills, 249 parelles amb fills i 35 famílies monoparentals amb fills.
La població ha evolucionat segons el següent gràfic:
Habitants censats

### Habitatges
El 2007 hi havia 710 habitatges, 622 eren l'habitatge principal de la família, 46 eren segones residències i 42 estaven desocupats. 564 eren cases i 132 eren apartaments. Dels 622 habitatges principals, 485 estaven ocupats pels seus propietaris, 128 estaven llogats i ocupats pels llogaters i 9 estaven cedits a títol gratuït; 9 tenien una cambra, 52 en tenien dues, 106 en tenien tres, 150 en tenien quatre i 305 en tenien cinc o més. 419 habitatges disposaven pel capbaix d'una plaça de pàrquing. A 270 habitatges hi havia un automòbil i a 279 n'hi havia dos o més.

### Piràmide de població
La piràmide de població per edats i sexe el 2009 era:
| Homes | Edats   | Dones |
| ----- | ------- | ----- |
| 0     | 95 o +  | 0     |
| 4     | 90 a 94 | 12    |
| 0     | 85 a 89 | 28    |
| 4     | 80 a 84 | 4     |
| 24    | 75 a 79 | 36    |
| 28    | 70 a 74 | 52    |
| 40    | 65 a 69 | 44    |
| 28    | 60 a 64 | 28    |
| 28    | 55 a 59 | 8     |
| 56    | 50 a 54 | 60    |
| 44    | 45 a 49 | 68    |
| 52    | 40 a 44 | 40    |
| 44    | 35 a 39 | 48    |
| 40    | 30 a 34 | 48    |
| 92    | 25 a 29 | 52    |
| 56    | 20 a 24 | 44    |
| 40    | 15 a 19 | 64    |
| 52    | 10 a 14 | 64    |
| 56    | 5 a 9   | 48    |
| 56    | 0 a 4   | 48    |

## Economia
El 2007 la població en edat de treballar era de 1.088 persones, 830 eren actives i 258 eren inactives. De les 830 persones actives 755 estaven ocupades (399 homes i 356 dones) i 75 estaven aturades (41 homes i 34 dones). De les 258 persones inactives 84 estaven jubilades, 102 estaven estudiant i 72 estaven classificades com a «altres inactius».

### Ingressos
El 2009 a Crouy-sur-Ourcq hi havia 631 unitats fiscals que integraven 1.698,5 persones, la mediana anual d'ingressos fiscals per persona era de 19.173 €.

### Activitats econòmiques
Dels 66 establiments que hi havia el 2007, 1 era d'una empresa alimentària, 3 d'empreses de fabricació d'altres productes industrials, 13 d'empreses de construcció, 14 d'empreses de comerç i reparació d'automòbils, 5 d'empreses de transport, 5 d'empreses d'hostatgeria i restauració, 3 d'empreses financeres, 1 d'una empresa immobiliària, 6 d'empreses de serveis, 11 d'entitats de l'administració pública i 4 d'empreses classificades com a «altres activitats de serveis».
Dels 17 establiments de servei als particulars que hi havia el 2009, 1 era una oficina de correu, 1 taller de reparació d'automòbils i de material agrícola, 3 paletes, 2 guixaires pintors, 3 fusteries, 1 empresa de construcció, 3 perruqueries i 3 restaurants.
Dels 5 establiments comercials que hi havia el 2009, 1 era una botiga de més de 120 m², 1 una botiga de menys de 120 m², 1 una fleca, 1 una botiga de congelats i 1 una peixateria.
L'any 2000 a Crouy-sur-Ourcq hi havia 4 explotacions agrícoles.

## Equipaments sanitaris i escolars
L'únic equipament sanitari que hi havia el 2009 era una farmàcia.
El 2009 hi havia 1 escola maternal i 1 escola elemental. Crouy-sur-Ourcq disposava d'un col·legi d'educació secundària amb 258 alumnes.

## Poblacions més properes
El següent diagrama mostra les poblacions més properes.